# マサイアス・アンドリー
マサイアス・アンドリー（Mathias Anderle、1993年7月3日 - ）は、アメリカ合衆国ワシントン州ピュアラップ出身の歌手、シンガーソングライター、俳優兼モデルである。
音楽のスタイルは、レゲエ、ポップ、ロック、フォーク、ジャズ、ヒップホップの影響を含んでいる。

## 生い立ち
10歳でギターを独学で覚えて、コーヒー・ハウスで演奏し始め、ジュニア・ハイ・スクールの頃から作詞作曲をしていたが、その影響される音楽は様々に変化した。
公立ハント小学校、フェルッチ中学校、グレイシャー・ヴュー中学校に通ったが、俳優、歌手、モデルのキャリアを伸ばすためにロサンゼルスに引っ越した。

## 音楽の経歴
2010年、アルバム『Kidz Bop 17』に収録された「Shine On」でシングル・デビューし、iTunesで14位を記録した。同じ2010年にシングル『Summertime』で13位を記録し、2011年にはシングル「Gone」を発表した。
ボーイバンド「Invasion」と「The Boy Band Project」のメンバーを務め、パブリック・スクールをツアーして回っていた。 
「The Boy Band Project」としては、他のメンバーの、Levi Mitchell、Brandon Pulido、Nick dean、Zac Mannと共に、2013年にシングル「Find that Girl」を発表している。
2015年にはYouTubeにて、ソロとブランドン・シェイアとのデュエットで、いくつかのカヴァー曲を発表した。
2016年に「9 song project!」として9曲入りのアルバム『MATHIAS-ThoughtsBecomeThings』を発表した。

## 俳優の経歴
2010年、ニック・キャノンの脚本と監督によるTV映画『School Gyrls』にコーリン役で出演した。2010年2月21日にニコロデオンで初公開され、その後、3月19日にもティーンニックでTV放映された。
また、以下のMVでエキストラ出演をしている。
- Kate Voegele : "99 Times"
- Jason Castro : "Let's Just Fall in Love Again"
- ケイトリン・テイラー・ラブ : "Even If It Kills Me"

## ディスコグラフィ

### シングル
- "Shine On" (2010年)
- "Summertime" (2010年)
- "Gone" (2011年)
- "Find that Girl" (2013年)

### 参加シングル
- "Find that Girl" (2013年) ※by The Boy Band Project

### アルバム
- MATHIAS-ThoughtsBecomeThings (2016年)

## 出演作品

### TV
| 公開年 | 邦題 原題    | 役名  | 備考             |
| ------ | ------------ | ----- | ---------------- |
| 2010   | School Gyrls | Colin | TV musical movie |